# Abrantes (metropolitana di Madrid)
Abrantes è una stazione della linea 11 della metropolitana di Madrid. Si trova sotto l'incrocio tra Avenida Abrantes e Calle de Alfonso Martínez Conde, nel distretto di Carabanchel.

## Storia
La stazione è stata inaugurata nel 1998, insieme al primo tratto della linea che comprendeva solo tre stazioni, da Plaza Elíptica alla stazione di Pan Bendito.

## Interscambi
- 47, 108
- 484